# 吉斯科
吉斯科（法語：Giscos）是法国吉伦特省的一个市镇，属于朗贡区（Langon）卡普蒂厄县（Captieux）。该市镇总面积32.06平方公里，2009年时的人口为196人。

## 人口
吉斯科人口变化图示